# Curse of Enchantia
Curse of Enchantia — приключенческая компьютерная игра с интерфейсом «point-and-click», созданная и выпущенная в 1992 году компанией Core Design. В основе сюжета игры сказки «Лев, колдунья и платяной шкаф» Льюиса и «Снежная королева» Андерсена. В настоящее время поддержка и распространение игры не осуществляются.

## Сюжет
Мальчик Брэд (Brad) играл в бейсбол и неожиданно попал в загадочную и полную опасностей страну Enchantia. Ему нужно выбраться оттуда целым и невредимым и вернуться домой. Игра начинается в подземелье «самой негодной ведьмы на свете», которая властвует над сказочной страной. Брэд подвешен на цепи за ноги к потолку, на нём какой-то странный средневековый костюм. Стареющая ведьма хочет вернуть себе молодость и красоту, и для этого ей нужен юноша из другого измерения. Если Брэд не хочет стать главным ингредиентом колдовского зелья, ему нужно освободиться, а после найти и победить злую королеву. На его пути множество препятствий и загадок. Похождения юного Брэда заканчиваются дуэлью со злой колдуньей в её замке.

## Технические особенности и критика
Curse of Enchantia стала первым квестом Core Design и, что гораздо более важно, одной из самых первых приключенческих игр, выпущенных на CD-ROM. Игра использует лишь небольшую часть возможностей нового для своего времени формата — CD-ROM-версия отличается от обычной (на дискетах) лишь расширенной вступительной заставкой. Игра совместима со многими ранними CD-ROM приводами для PC. Игра получила хорошие отзывы за отличную по тем временам «мультяшную» графику, и большую порцию критики за нелогичные загадки, неудобный интерфейс и полное отсутствие текста в диалогах — вместо надписей игроку приходится выбирать одну из предложенных пиктограмм, к тому же плохо реализован скроллинг.

## Другие игры
Сиквел Curse of Enchantia 2 для PC и Amiga 1200 был запланирован, но не был выпущен.
Следующей игрой от Core Design стал научно-фантастический квест Universe, созданный на модифицированном движке «Curse of Enchantia», в который были добавлены тексты и диалоги.